# 凱文·蘭金
凱文·蘭金（英語：Kevin Rankin，1976年4月18日—）是美國的一位演員。他最著名的作品包括在NBC電視劇神勇急救隊中飾演Tyler Briggs，在CBS電視劇記憶神探中飾演Roe Sanders，以及在絕命毒師中飾演Kenny角色。